# Кузман Киряков
Кузман Киряков (Кузо Кирязов) (на гръцки: Κοσμάς Κυριακόπουλος) е български революционер, деец на „Охрана“ по време на Втората световна война.

## Биография
Кузман Киряков е роден в костурското село Радигоже, тогава в Османската империя, днес Месопотамия, Гърция. На 5 март 1943 година влиза в ръководството на „Охрана“. Същевременно е водач на милицията в родното си село. В края на април 1943 година заедно с Костадин Кьосеиванов и чета от около 190 души участва в голямо италианско настъпление срещу партизаните от ЕЛАС. Върху него е стоварена вината за превземането на град Костур от ЕЛАС на 26 май 1944 година, заради което е арестуван от германските части.